# Leikleurige stekelstaart
De leikleurige stekelstaart (Synallaxis brachyura) is een zangvogel uit de familie Furnariidae (ovenvogels).

## Verspreiding en leefgebied
Deze soort komt voor van het noordelijke deel van centraal Honduras tot noordelijk Peru en telt vier ondersoorten:
- S. b. nigrifumosa: van het noordelijke deel van centraal Honduras tot noordwestelijk Colombia en noordwestelijk Ecuador.
- S. b. griseonucha: zuidwestelijk Ecuador en noordwestelijk Peru.
- S. b. brachyura: Magdalena (het noordelijke deel van centraal Colombia).
- S. b. caucae: Cauca (centraal Colombia).

## Status
De grootte van de populatie is in 2019 geschat op 0,5-5 miljoen volwassen vogels. Op de Rode lijst van de IUCN heeft deze soort de status niet bedreigd.